# ديفلوبريدات
ديفلوبريدات(Difluprednate) ( DFBA )، الذي يباع تحت الإسم التجاري دوريزول(Durezol)، هو عبارة عن كورتيكوستيرويد يستخدم لعلاج الألم و الالتهاب بعد جراحة العيون.  و يعطىكقطرة للعين.  و لا ينبغي ارتداء العدسات اللاصقة بعد استخدامه. 
تشمل الآثار الجانبية الشائعة العقار على: التهاب الجفون و الحساسية للضوء و احمرار العين.  كما و قد تشمل الآثار الجانبية الأخرى ارتفاع ضغط العين، و إعتام عدسة العين ، و بطء الشفاء، و العدوى.  أما السلامة أثناء فترة الحمل فغير واضحة بتاتا. 
تمت الموافقة على استخدامه الطبي في الولايات المتحدة في عام 2008.  إنه متاح كدواء مكافىء .  في الولايات المتحدة، يبلغ سعر 5 مل حوالي 60 دولارًا أمريكيًا اعتبارًا من عام 2021.  تم تصنيعه في الأصل من بريدنيزولون.